# Canton d'Octeville-sur-Mer
Le canton d'Octeville-sur-Mer est une circonscription électorale française du département de la Seine-Maritime créée par le décret du 27 février 2014. Elle tient lieu de circonscription d'élection des conseillers départementaux et entre en vigueur lors des premières élections départementales suivant la publication du décret.

## Histoire
Un nouveau découpage territorial de la Seine-Maritime entre en vigueur à l'occasion des premières élections départementales suivant le décret du 27 février 2014. Les conseillers départementaux sont, à compter de ces élections, élus au scrutin majoritaire binominal mixte. Les électeurs de chaque canton élisent au Conseil départemental, nouvelle appellation du Conseil général, deux membres de sexe différent, qui se présentent en binôme de candidats. Les conseillers départementaux sont élus pour 6 ans au scrutin binominal majoritaire à deux tours, l'accès au second tour nécessitant 12,5 % des inscrits au 1er tour. En outre la totalité des conseillers départementaux est renouvelée. Ce nouveau mode de scrutin nécessite un redécoupage des cantons dont le nombre est divisé par deux avec arrondi à l'unité impaire supérieure si ce nombre n'est pas entier impair, assorti de conditions de seuils minimaux. Dans la Seine-Maritime, le nombre de cantons passe ainsi de 69 à 35.
Le nouveau canton d'Octeville-sur-Mer est formé de communes des anciens cantons de Criquetot-l'Esneval (21 communes) et de Montivilliers (10 communes). Il est entièrement inclus dans l'arrondissement du Havre. Le bureau centralisateur est situé à Octeville-sur-Mer.

## Représentation
| Période élective | Période élective | Mandat | Mandat   | Identité             | Nuance | Nuance | Qualité                                                                                       |
| ---------------- | ---------------- | ------ | -------- | -------------------- | ------ | ------ | --------------------------------------------------------------------------------------------- |
| 2015             | 2021             | 2015   | 2021     | Florence Durande     |        | LR     | Maire d'Angerville-l'Orcher (2008-2020) Présidente de la Communauté de communes jusqu'en 2020 |
| 2015             | 2021             | 2015   | 2021     | Jean-Louis Rousselin |        | DVD    | Maire d'Octeville-sur-Mer (2008-2023)                                                         |
| 2021             | 2028             | 2021   | en cours | Florence Durande     |        | LR     | Conseillère sortante, 13e vice-présidente chargée des Marchés publics                         |
| 2021             | 2028             | 2021   | en cours | Olivier Roche        |        | DVD    | Premier adjoint puis maire d'Octeville-sur-Mer (depuis 2023)                                  |

### Résultats détaillés

#### Élections de mars 2015
À l'issue du 1er tour des élections départementales de 2015, deux binômes sont en ballottage : Florence Durande et Jean-Louis Rousselin (Union de la Droite, 37,67 %) et Marine Fousse et Baptiste Gueudin (FN, 28,59 %). Le taux de participation est de 52,82 % (14 666 votants sur 27 764 inscrits) contre 49,48 % au niveau départemental et 50,17 % au niveau national.
Au second tour, Florence Durande et Jean-Louis Rousselin (Union de la Droite) sont élus avec 67,73 % des suffrages exprimés et un taux de participation de 51,45 % (8 613 voix pour 14 285 votants et 27 766 inscrits).

#### Élections de juin 2021
Le premier tour des élections départementales de 2021 est marqué par un très faible taux de participation (33,26 % au niveau national). Dans le canton d'Octeville-sur-Mer, ce taux de participation est de 33,77 % (9 732 votants sur 28 818 inscrits) contre 32,19 % au niveau départemental. À l'issue de ce premier tour, deux binômes sont en ballottage : Florence Durande et Olivier Roche (DVD, 39,02 %) et François Auber et Anne-Dominique Hautot-Mougne (Union à gauche avec des écologistes, 24,26 %).
Le second tour des élections est marqué une nouvelle fois par une abstention massive équivalente au premier tour. Les taux de participation sont de 34,36 % au niveau national, 32,06 % dans le département et 33,39 % dans le canton d'Octeville-sur-Mer. Florence Durande et Olivier Roche (DVD) sont élus avec 58,32 % des suffrages exprimés (5 140 voix pour 9 625 votants et 28 827 inscrits),,.

## Composition
Le nouveau canton d'Octeville-sur-Mer comprend trente-et-une communes entières.
| Nom                                       | Code Insee | Intercommunalité            | Superficie (km2) | Population (dernière pop. légale) | Densité (hab./km2) | Modifier                                    |
| ----------------------------------------- | ---------- | --------------------------- | ---------------- | --------------------------------- | ------------------ | ------------------------------------------- |
| Octeville-sur-Mer (bureau centralisateur) | 76481      | CU Le Havre Seine Métropole | 20,37            | 6 147 (2022)                      | 302                | modifier les données · modifier les données |
| Angerville-l'Orcher                       | 76014      | CU Le Havre Seine Métropole | 9,91             | 1 398 (2022)                      | 141                | modifier les données · modifier les données |
| Anglesqueville-l'Esneval                  | 76017      | CU Le Havre Seine Métropole | 4,36             | 674 (2022)                        | 155                | modifier les données · modifier les données |
| Beaurepaire                               | 76064      | CU Le Havre Seine Métropole | 2,83             | 492 (2022)                        | 174                | modifier les données · modifier les données |
| Bénouville                                | 76079      | CU Le Havre Seine Métropole | 2,86             | 168 (2022)                        | 59                 | modifier les données · modifier les données |
| Bordeaux-Saint-Clair                      | 76117      | CU Le Havre Seine Métropole | 10,31            | 650 (2022)                        | 63                 | modifier les données · modifier les données |
| Cauville-sur-Mer                          | 76167      | CU Le Havre Seine Métropole | 11,19            | 1 679 (2022)                      | 150                | modifier les données · modifier les données |
| Criquetot-l'Esneval                       | 76196      | CU Le Havre Seine Métropole | 13,47            | 2 578 (2022)                      | 191                | modifier les données · modifier les données |
| Cuverville                                | 76206      | CU Le Havre Seine Métropole | 4,58             | 341 (2022)                        | 74                 | modifier les données · modifier les données |
| Épouville                                 | 76238      | CU Le Havre Seine Métropole | 5,59             | 2 624 (2022)                      | 469                | modifier les données · modifier les données |
| Étretat                                   | 76254      | CU Le Havre Seine Métropole | 4,07             | 1 167 (2022)                      | 287                | modifier les données · modifier les données |
| Fongueusemare                             | 76268      | CU Le Havre Seine Métropole | 11,85            | 176 (2022)                        | 15                 | modifier les données · modifier les données |
| Fontaine-la-Mallet                        | 76270      | CU Le Havre Seine Métropole | 6,68             | 2 713 (2022)                      | 406                | modifier les données · modifier les données |
| Fontenay                                  | 76275      | CU Le Havre Seine Métropole | 5,61             | 1 783 (2022)                      | 318                | modifier les données · modifier les données |
| Gonneville-la-Mallet                      | 76307      | CU Le Havre Seine Métropole | 7,32             | 1 351 (2022)                      | 185                | modifier les données · modifier les données |
| Hermeville                                | 76357      | CU Le Havre Seine Métropole | 3,81             | 348 (2022)                        | 91                 | modifier les données · modifier les données |
| Heuqueville                               | 76361      | CU Le Havre Seine Métropole | 5,05             | 715 (2022)                        | 142                | modifier les données · modifier les données |
| Manéglise                                 | 76404      | CU Le Havre Seine Métropole | 8,35             | 1 267 (2022)                      | 152                | modifier les données · modifier les données |
| Mannevillette                             | 76409      | CU Le Havre Seine Métropole | 4,21             | 926 (2022)                        | 220                | modifier les données · modifier les données |
| Notre-Dame-du-Bec                         | 76477      | CU Le Havre Seine Métropole | 3,99             | 477 (2022)                        | 120                | modifier les données · modifier les données |
| Pierrefiques                              | 76501      | CU Le Havre Seine Métropole | 2,31             | 130 (2022)                        | 56                 | modifier les données · modifier les données |
| La Poterie-Cap-d'Antifer                  | 76508      | CU Le Havre Seine Métropole | 5,81             | 456 (2022)                        | 78                 | modifier les données · modifier les données |
| Rolleville                                | 76534      | CU Le Havre Seine Métropole | 7,06             | 1 217 (2022)                      | 172                | modifier les données · modifier les données |
| Saint-Jouin-Bruneval                      | 76595      | CU Le Havre Seine Métropole | 18,82            | 1 822 (2022)                      | 97                 | modifier les données · modifier les données |
| Saint-Martin-du-Bec                       | 76615      | CU Le Havre Seine Métropole | 4,12             | 650 (2022)                        | 158                | modifier les données · modifier les données |
| Saint-Martin-du-Manoir                    | 76616      | CU Le Havre Seine Métropole | 5,13             | 1 496 (2022)                      | 292                | modifier les données · modifier les données |
| Sainte-Marie-au-Bosc                      | 76609      | CU Le Havre Seine Métropole | 3,18             | 359 (2022)                        | 113                | modifier les données · modifier les données |
| Le Tilleul                                | 76693      | CU Le Havre Seine Métropole | 6,27             | 666 (2022)                        | 106                | modifier les données · modifier les données |
| Turretot                                  | 76716      | CU Le Havre Seine Métropole | 6,07             | 1 595 (2022)                      | 263                | modifier les données · modifier les données |
| Vergetot                                  | 76734      | CU Le Havre Seine Métropole | 4,31             | 440 (2022)                        | 102                | modifier les données · modifier les données |
| Villainville                              | 76741      | CU Le Havre Seine Métropole | 3,65             | 303 (2022)                        | 83                 | modifier les données · modifier les données |
| Canton d'Octeville-sur-Mer                | 7626       |                             | 213,14           | 36 808 (2022)                     | 173                | modifier les données                        |

## Démographie
En 2022, le canton comptait 36 808 habitants, en évolution de +3,12 % par rapport à 2016 (Seine-Maritime : +0,35 %, France hors Mayotte : +2,11 %).
| 2013   | 2018   | 2022   |
| ------ | ------ | ------ |
| 35 357 | 35 938 | 36 808 |